# Guido Zucchini
Guido Zucchini (Tuoro sul Trasimeno, 5 marzo 1930 – Tuoro sul Trasimeno, 4 marzo 2010) è stato un calciatore italiano, di ruolo attaccante.

## Carriera
Debutta nel campionato di Serie B 1946-1947 con la Pro Patria il 30 marzo 1947, realizzando la prima rete della partita vinta in casa contro il Viareggio per 2-1, prosegue sempre tra i cadetti nel Perugia nella stagione Serie B 1947-1948, restando con gli umbri anche nelle successive tre stagioni di Serie C. Nel 1951 si trasferisce alla Reggiana, dove disputa un campionato di Serie B ed uno di Serie C.
Dal 1953 al 1956 gioca in Serie C con il Siracusa, segnando 35 reti nell'arco di tre stagioni, prima di disputare un'ultima stagione in Serie B con la maglia del Monza. Termina la carriera nel 1961, nuovamente al Perugia.